# ジョン・ヴァンダーバンク
ジョン・ヴァンダーバンク（John Vanderbank、1694年9月9日 – 1739年12月23日）はイギリスの画家である。18世紀前半のイギリスの代表的な肖像画家のひとりである。

## 略歴
ロンドンで生まれた。同名の父親は1679年にパリから移ってきたユグノーで、王室にタペストリーを納入するほどの有名な織物工房を経営していた。弟のモーゼス・ヴァンダーバンク(Moses Vanderbank)も画家になった。父親から美術を学び、肖像画家のジョナサン・リチャードソン(Jonathan Richardson)に絵を学んだ後、首席宮廷画家のゴドフリー・ネラーが1711年に父親の工房の近くに開いた美術学校、ネラー・アカデミー（Kneller Academy of Painting and Drawing）の最初の学生の一人になった。この学校はネラーが校長になり、11人の監督によって美術家教育が行われた。
ヴァンダーバンクが学んだこの美術学校は1718年に宮廷画家を継いだジェームズ・ソーンヒルが学校の運営を引き継いだが、1720年にソーンヒルは学校を閉鎖し、ソーンヒルの自宅に絵画教室を開いた。この時、1717年に父親が亡くなって遺産を相続していたヴァンダーバンクはフランス生まれの画家、ルイ・シェロン(Louis Chéron)と美術学校をセント・マーティンズ・レーン(St Martin's Lane)に設立し、モデルを使った人物画を教えることを宣伝して多くの学生を集めることになった。その後、ヴァンダーバンクの美術学校は1724年に起きた会計係の資金横領などの不祥事や、ルイ・シェロンが高齢になったことなどで1724年には閉鎖されることになり、ヴァンダーバンクの負債を増やすことになった。その後、ソーンヒルの義理の息子になった有名な風俗画家のウィリアム・ホガースが中心になって1736年にセント・マーティンズ・レーンに美術学校が設立されることになった。
1723年にヴァンダーバンクは女優のアン・ハーデイカー(Ann Hardaker)と結婚した。贅沢な暮らしをしたためもあって後半生は負債に苦しウことになった。1729年には権者から逃れるためにフランスにわたり、帰国後ロンドンの債務者監獄に投獄されるが、有力者の支援で仕事を続けることができた.。1739年に45歳で肺炎で没した。
人気のある肖像画家として、王族や貴族、有力者の肖像画を描いた。

## 作品

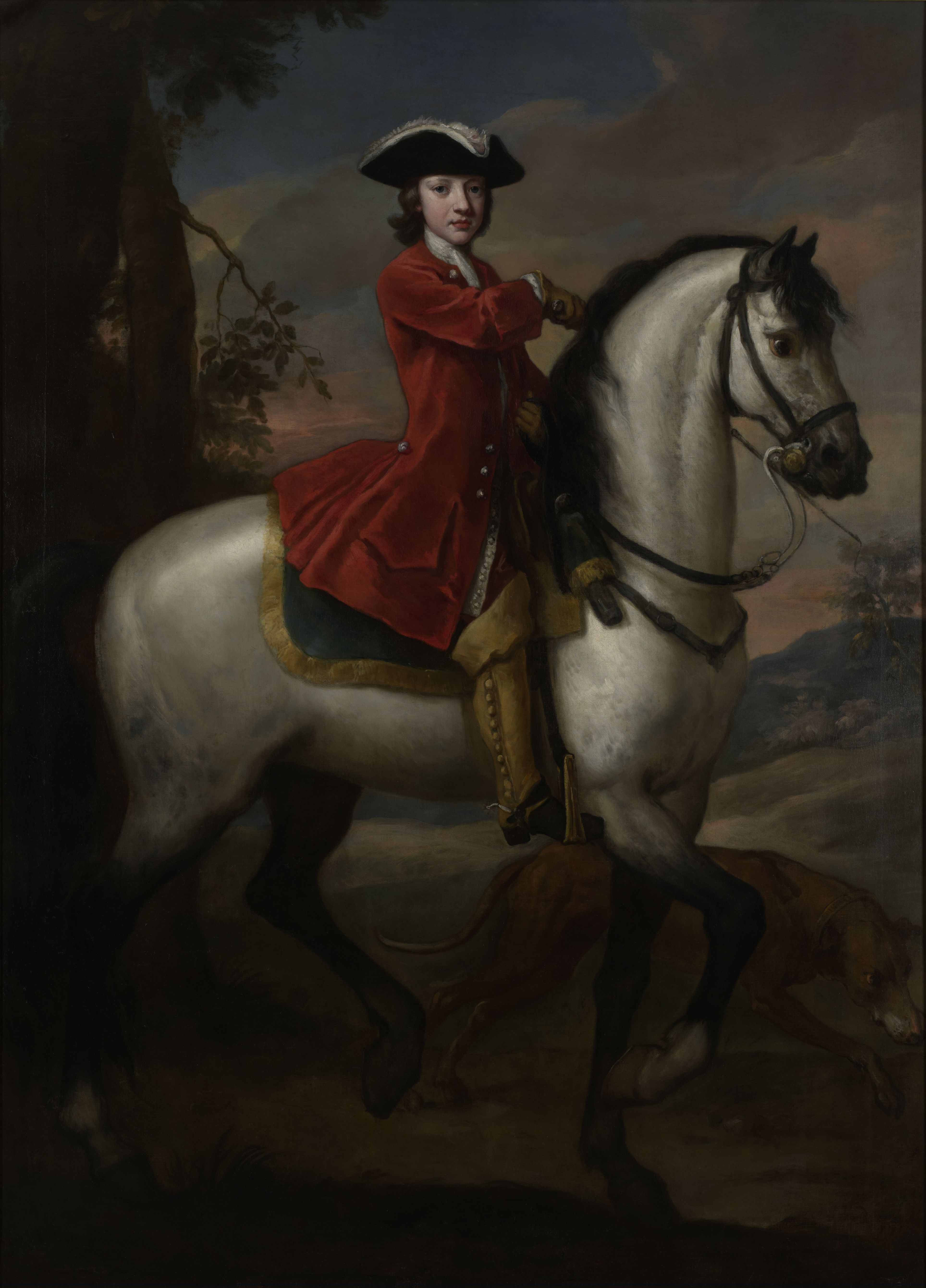
チャールズ・スペンサー (第3代マールバラ公) Government Art Collection蔵
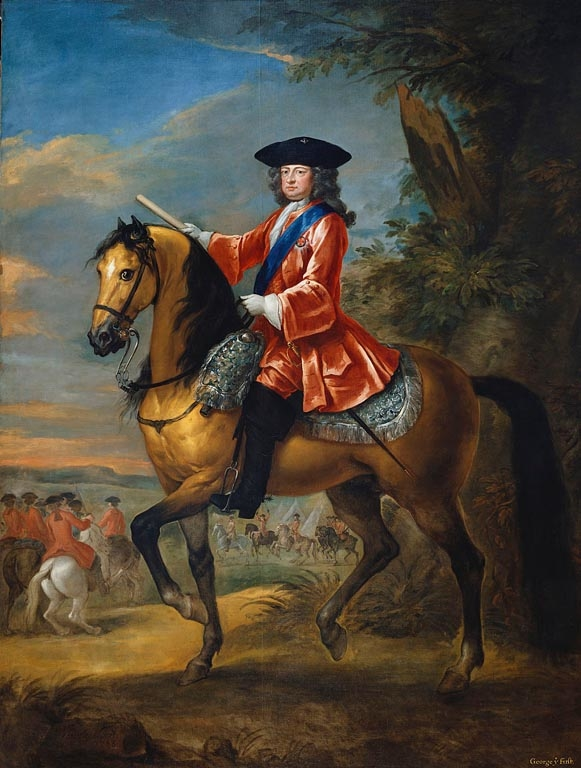
ジョージ1世 (イギリス王) ロイヤル・コレクション蔵
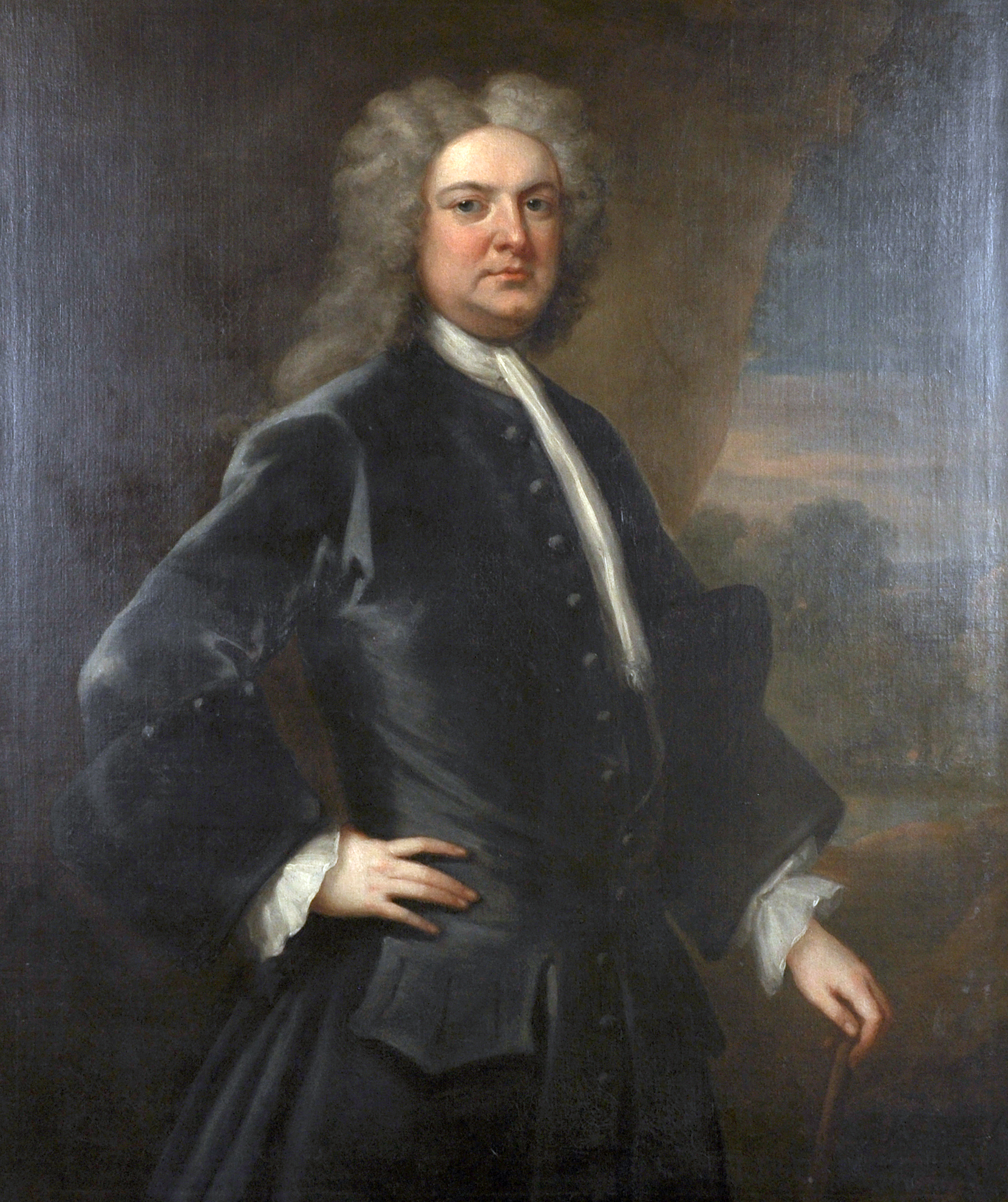
ジェームズ・ブリッジス (初代シャンドス公爵)
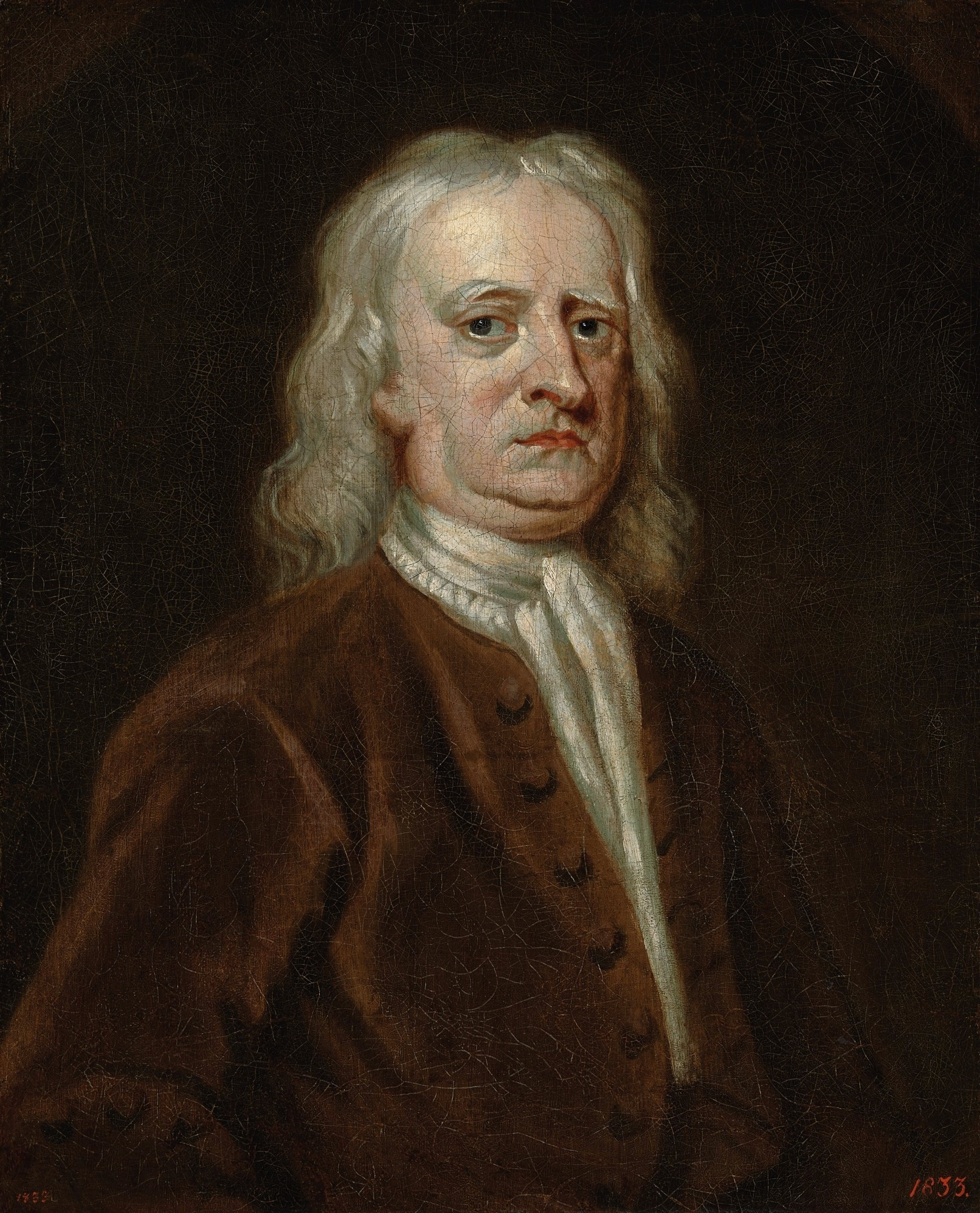
アイザック・ニュートン ワルシャワ国立美術館蔵、（以前はゴドフリー・ネラー作とされていた）